# Alexteroon
Alexteroon es un género de anfibios de la familia Hyperoliidae que habita en Camerún, Gabón, Guinea Ecuatorial y la República del Congo.

## Especies
Se reconocen tres especies según ASW:
- Alexteroon hypsiphonus Amiet, 2000
- Alexteroon jynx Amiet, 2000
- Alexteroon obstetricans (Ahl, 1931)